# Куражинська сільська рада
Кура́жинська сільська́ ра́да — адміністративно-територіальна одиниця та орган місцевого самоврядування в Новоушицькому районі Хмельницької області. Адміністративний центр — село Куражин.

## Загальні відомості
Куражинська сільська рада утворена в 1923 році.
- Територія ради: 57,382 км²
- Населення ради: 1 341 особа (станом на 2001 рік)
- Територією ради протікає річка Дністер

## Історія
Шура.

## Населені пункти
Сільській раді підпорядковані населені пункти:
- с. Куражин
- с. Глибівка
- с. Мала Щурка

## Склад ради
Рада складалася з 16 депутатів та голови.
- Голова ради: Гнатюк Василь Петрович
- Секретар ради: Гончар Тетяна Михайлівна

### Керівний склад попередніх скликань
| Прізвище, ім'я, по батькові | Основні відомості                                                 | Дата обрання | Дата звільнення |
| --------------------------- | ----------------------------------------------------------------- | ------------ | --------------- |
| Гнатюк Василь Петрович      | Сільський голова, 1960 року народження, освіта вища, безпартійний | 26.03.2006   | 31.10.2010      |
| Гнатюк Василь Петрович      | Сільський голова, 1960 року народження, освіта вища, безпартійний | 31.10.2010   |                 |

Примітка: таблиця складена за даними сайту Верховної Ради України

### Депутати
За результатами місцевих виборів 2010 року депутатами ради стали:

#### За суб'єктами висування
| Суб'єкт висування           | Кількість обраних депутатів | %    |
| --------------------------- | --------------------------- | ---- |
| Народна партія              | 9                           | 56,3 |
| Партія регіонів             | 6                           | 37,5 |
| Комуністична партія України | 1                           | 6,3  |

#### За округами
| № округу                    | Прізвище, ім'я, по батькові      | Дата визнання обраним | Освіта             | Партійна приналежність            | Відомості про обраного депутата                 |
| --------------------------- | -------------------------------- | --------------------- | ------------------ | --------------------------------- | ----------------------------------------------- |
| Комуністична партія України |                                  |                       |                    |                                   |                                                 |
| 1                           | Коваль Григорій Калинович        | 01.11.2010            | середня спеціальна | член Комуністичної партії України | пенсіонер                                       |
| Народна Партія              |                                  |                       |                    |                                   |                                                 |
| 3                           | Вашеняк Антоніна Іванівна        | 01.11.2010            | вища               | позапартійна                      | Куражин-ська сільська рада, головний бухгалтер  |
| 7                           | Поворозник Юрій Федорович        | 01.11.2010            | вища               | позапартійний                     | приватний підприємець                           |
| 8                           | Бурячинська Валентина Леонтіївна | 01.11.2010            | середня            | позапартійна                      | Куражин-ська сільська бібліотека, бібіліоте-кар |
| 9                           | Федоров Віктор Михайлович        | 01.11.2010            | середня спеціальна | позапартійний                     | тимчасово не працює                             |
| 11                          | Самсонюк Володимир Іванович      | 01.11.2010            | середня спеціальна | член Народної партії              | Новоуши-цьке лісництво, майстер                 |
| 12                          | Мельник Зіна Іванівна            | 01.11.2010            | середня            | позапартійна                      | Новоуши-цький молокозавод, приймальник молока   |
| 13                          | Бойчук Євгена Андріївна          | 01.11.2010            | середня спеціальна | позапартійна                      | тимчасово не працює                             |
| 14                          | Гончар Тетяна Михайлівна         | 01.11.2010            | середня            | позапартійна                      | Куражин-ська сільська рада, секретар            |
| 16                          | Вашеняк Борис Іванович           | 01.11.2010            | середня спеціальна | позапартійний                     | тимчасово не працює                             |
| Партія регіонів             |                                  |                       |                    |                                   |                                                 |
| 2                           | Колісник Світлана Іванівна       | 01.11.2010            | вища               | член Партії регіонів              | Куражинська загальноосвітня школа, вчитель      |
| 4                           | Десяк Василь Іванович            | 01.11.2010            | середня            | член Партії регіонів              | Куражинська загальноосвітня школа, водій        |
| 5                           | Бакай Анатолій Іванович          | 01.11.2010            | середня            | член Партії регіонів              | Куражинська загальноосвітня школа, лаборант     |
| 6                           | Кремінська Леся Леонтіївна       | 01.11.2010            | вища               | член Партії регіонів              | Куражинська загальноосвітня школа, вчитель      |
| 10                          | Яворський Іван Дмитрович         | 01.11.2010            | середня            | член Партії регіонів              | Куражинська загальноосвітня школа, завгосп      |
| 15                          | Бучко Люба Іванівна              | 01.11.2010            | середня спеціальна | позапартійна                      | тимчасово не працює                             |